# تجارة التوابل

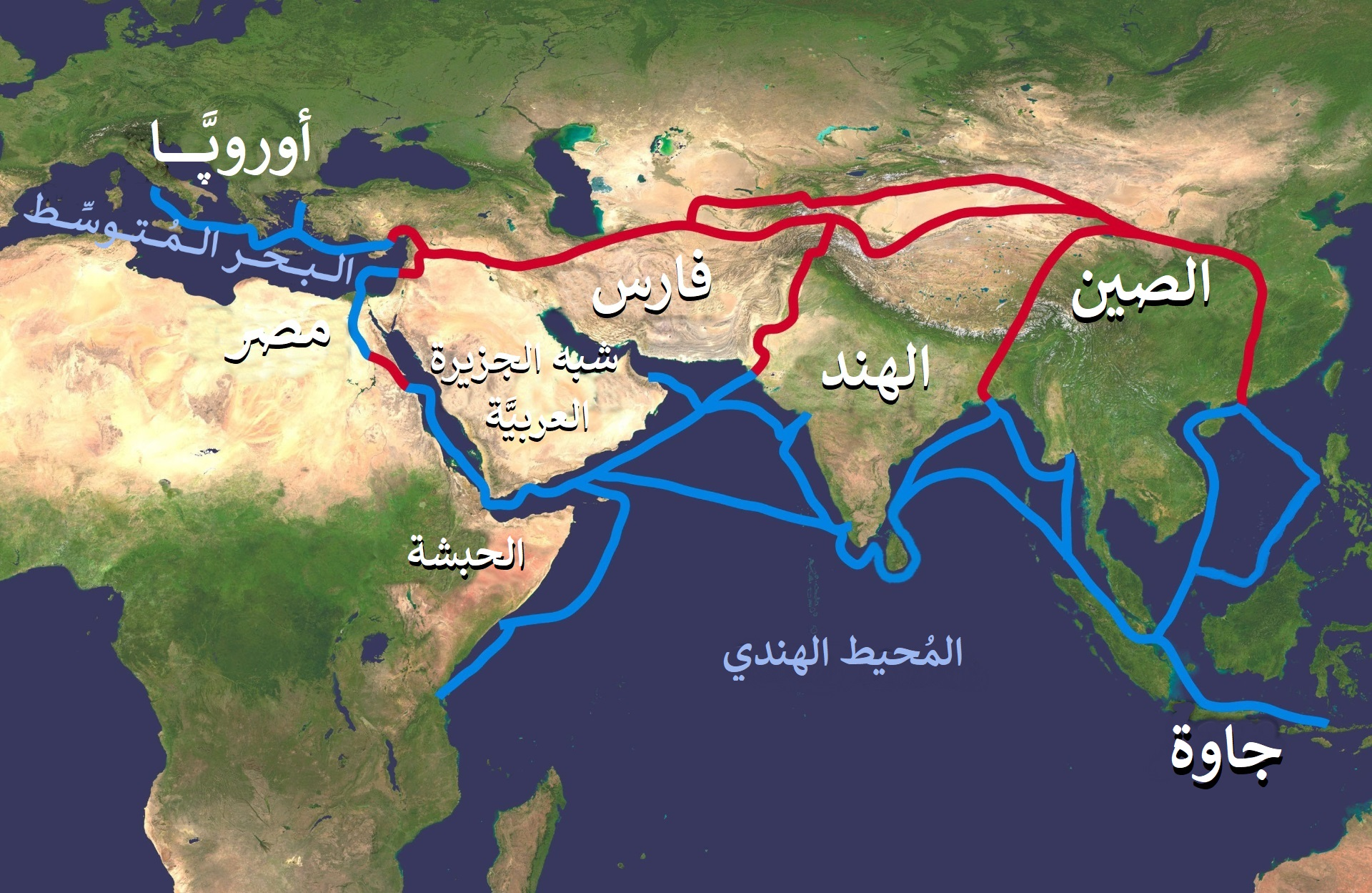
طريق التوابل باللون الأزرق.

طريق التوابل هو طريق تجارية كان يصل القارات في حضارات العالم القديم لتجارة التوابل بين آسيا والقرن الأفريقي وأوروبا. كانت مختلف أنواع التوابل سلعة متداولة بين التجار من بينها القرفة والهال والزنجبيل والفلفل الأسود والكركم وغيرها.
كانت طريق التوابل تبدأ من الهند، وكان التجار يتداولون بها إلى أن تصل إلى الموانئ والمرافئ البحرية أو عبر الطرق البرية. كان التجار العرب معروفين بهذه التجارة وازدهرت عدة مدن عربية عبر هذه الطريق التجارية.
"وكان للتوابل تاريخ طويل في آسيا قبل وصول الأوروبيين إلى تلك المناطق بوقت طويل. وألهمت معرفة الأوروبيين بالتوابل وتذوقهم لها أساطير وحكايا متعلقة بالفردوس المفقود، وبالشعوب والأماكن البعيدة عنهم. وأوحت التوابل بأن تلك النباتات الغريبة كانت جزءا من عبير الفردوس. وفي الاقتصاد والتجارة، كانت التوابل مصدرا للثراء وأساساً للتجارة العالمية والصراع أيضاً.
يعرف التابل بأنه عادة الجزء العطر من نبتة استوائية، سواء أكان في جذرها أم لحائها أم زهرتها أم بذرتها. وجميع التوابل ذات منشأ آسيوي، باستثناء الفانيلا والفلفل الحار والفلفل الحلو. والتوابل الرئيسية هي: القرفة، والقرنفل، والفلفل الأسود، وجوزة الطيب، والفلفل الحار. وهناك بالطبع توابل أخرى كثيرة، مثل الهال والزنجبيل والكركم.
عرف اليونانيون القرفة عن طريق الفينيقيين الذين كانوا يعملون في التجارة البحرية، وهي تستخرج من لحاء شجرة دائمة الخضرة من عائلة الغاريّات. وتتناسب القرفة مع عدد كبير من أطباق الحلوى، بالإضافة إلى الكعك والخبز، كما تتماشى مع التفاح والموز والإجاص، وبشكل خاص مع الشوكولاته.
أما القرنفل، فيعود أصله إلى أندونيسيا، ويمكن استخدامه مع المأكولات الحلوة والحارة، ويستخدم أيضا في الطب للشفاء من الآلام والأمراض. ويعود أصل الفلفل الحار إلى الأميركتين الوسطى والجنوبية وجزرالكاريبي، وتعود جذور جوزة الطيب إلى جزيرة باندا الأندونيسية، وتنمو على شجرة دائمة الخضرة يمكن أن تصل إلى ارتفاع 20 مترا، فيما تعود أصول الفلفل الأسود إلى ساحل مليبار جنوب الهند.
كانت القرفة والسنا والقرنفل أكثر التوابل المرغوبة في العالم القديم. وسيطرت الصين على تجارة القرفة لفترة من الزمن، ثم شارك الفينيقيون والعرب في تجارتها ونقلها إلى أنحاء العالم. وتوسعت تجارة واستخدامات التوابل مع ازدهار الإمبراطورية الرومانية، واتسعت تجارة التوابل مع صعود الدولة العربية الإسلامية ثم النهضة الأوروبية التي بدأت بالحروب الصليبية، وتبعها نشوء دول ومدن مزدهرة وقائمة على التجارة مع الشرق. وباتساع الدولة الإسلامية شرقا وغربا، اتسعت معها تجارة ومراكز التوابل في العالم من أندونيسيا شرقا إلى الأندلس غرباً".
"وفي القرون الوسطى، وبدءاً من القرن العاشر الميلادي، راحت الحملات الصليبية على الشرق تهتم أيضاً بالبهارات والتوابل. وقد اكتشفت الطرق التجارية المؤدية إليها، وراحت تشتريها أو تستولي عليها بالقوة وتجيء بها إلى أوروبا لكي يستمتع بها الكبار على مائدة طعامهم. والتجارة بها كانت تدر ربحاً كبيراً على أصحابها.
وكانت سفن إيطاليا والبندقية وجنوة تحملها معها من مدائن الشرق إلى أسواق مدينة ليون الكبيرة. وهي المدينة الثانية في فرنسا من حيث الأهمية.
ولكنها كانت تنقلها أيضاً عن طريق ميناء مارسيليا ومونبيلييه. وفي ذلك الوقت كان الخمر القادم من إيطاليا وأسبانيا يُعطَّر برائحة البهارات والتوابل.
ولكن قيمة التوابل والبهارات وبخاصة الفلفل كانت كبيرة إلى درجة أنها كانت صعبة المنال بالنسبة للناس العاديين. وكان الأمراء والأغنياء هم وحدهم القادرون على شرائها.
وأصبحت البهارات تستخدم كعقاقير طبية مثلما تستخدم في التغذية من أجل أن تصبح طيبة وشهية. وبالتالي فقد أصبحت الحوانيت التي تبيعها عبارة عن صيدليات وحوانيت في ذات الوقت. فقد كانوا يعتقدون بأنها تشفي من بعض الأمراض أو تساعد على الشفاء.
وأصبحت منطقة مارسيليا هي مركز تجارة التوابل في القرون الوسطى. ومعلوم أن التوابل كانت تصل من الإسكندرية في مصر إلى ميناء مارسيليا عن طريق التجار الإيطاليين الذين يتعاملون مع العرب. وكان الجميع يربحون أموالاً طائلة من جرّاء ذلك.
ثم ابتدأ البحارة البرتغاليون في السفر إلى شواطئ أفريقيا السوداء بحثاً عن التوابل من فلفل أسود وزعفران، وزنجبيل، وكبش القرنفل، والقرفة، وجوزة الطيب، إلخ.
أما كريستوف كولومبوس فقد انطلق عام 1492 في سفينته بحثاً عن الذهب والتوابل. وكان يأمل بذلك أن يصل إلى شواطئ الهند. ومعلوم أن تلك البلاد مشهورة بزراعة التوابل والبهارات وأنها تصدرها للعالم كله.
وكان الأسبانيون والبرتغاليون يريدون السيطرة على الطرق التجارية للتوابل والبهارات. كما وكانوا يريدون أن يكسروا احتكار التجار العرب لهذه المواد الثمينة والمرغوبة من قبل الجميع.
وقد وصل الرحالة البرتغالي فاسكو دي غاما إلى الهند بعد أن عبر رأس الرجاء الصالح عام 1497. وعندما رآه التجار العرب أصيبوا بالدهشة والذهول وسألوه: بالله عليك، كيف استطعت أن تصل إلى هنا؟! وكان ذلك يعني أنهم خافوا على مصالحهم لأنهم عرفوا أن احتكارهم لتجارة التوابل قد انتهى".
وكان التجار العرب أول من نقل البهارات من الصين والهند نحو الغرب الأوروبي. وكانوا متحالفين آنذاك مع تجار البندقية الشيء الذي أتاح لهم أن يشكلوا قوة بحرية لا يستهان بها. وقد لعبوا دوراً كبيراً في حوض البحر الأبيض المتوسط، وبالتالي فالعلاقات بين العرب وأوروبا لم تنقطع على الرغم من كل ما حصل من حروب صليبية وسواها.
وبدءاً من القرن الخامس عشر عبر البحارة الإيطاليون رأس الرجاء الصالح كما قلنا وانطلقوا لفتح أسواق تلك التجارة ذات المردود الكبير، ووصلوا إلى شواطئ أفريقيا والهند والجزر.
وفي القرن السابع عشر جاء دور التجار الهولنديين الذين سيطروا على قطاعات واسعة من تجارة التوابل والبهارات. بل واستعمروا الكثير من مناطق الشرق الأقصى والجزر المليئة بهذا النوع من الأعشاب. وهكذا نلاحظ أن السيطرة على هذه المواد الثمينة كانت أحد أسباب الاستعمار.
وهذا ما فعله الإنجليز عندما أسسوا شركة الهند الشرقية للسيطرة على سلع الهند والمتاجرة بها. ثم انتهى بهم الأمر إلى استعمار الهند كلها، وعندئذ شكلوا إمبراطورية شاسعة واسعة لا تغيب الشمس عن ممتلكاتها.
ثم جاء الفرنسيون لكي ينافسوهم على هذه التجارة. ففي عام 1654 وصل التجار الفرنسيون إلى جزر الهند وأنشأوا هناك بعض المكاتب التجارية، وكان ذلك في عهد الوزير كولبير والملك الشهير لويس الرابع عشر. وكان الإنجليز والفرنسيون يتنافسون على استعمار العالم القديم. وكثيراً ما حصلت الحروب بينهم، وفي بعض الأحيان كان الفرنسيون هم الذين ينتصرون على الإنكليز، ولكن في معظم الأحيان كان يحصل العكس.
ولكي يكسر الفرنسيون احتكار الإنجليز لتجارة البهارات والتوابل فإنهم راحوا يزرعونها في الجزر التي سيطروا عليها والتي يتناسب مناخها مع هذه الحشائش أو النباتات. ومن بين هذه الجزر نذكر مدغشقر، وجزيرة موريشيوس، وسواهما.
ولكن الإنجليز كانوا يهيمنون على تجارة البهارات والتوابل في القرن الثامن عشر: أي في الوقت الذي أخذت فيه أسعارها تنخفض. وفي القرن التاسع عشر نلاحظ أن زراعة البهارات والتوابل راحت تتسع وتنتشر في كل مكان تقريباً. ولم تعد محصورة بالشرق الأقصى أو بالجزر الاستوائية.

## أصولها
تاجر الناس من العصر الحجري الحديث بالتوابل وأصداف البحر والأحجار الكريمة وغيرها من المواد عالية القيمة في وقت مبكر من الألفية العاشرة قبل الميلاد. أول من ذكر التجارة في العصور التاريخية هم المصريون. في الألفية الثالثة قبل الميلاد، تبادلوا التجارة مع بلاد بونت، التي يعتقد أنها كانت تقع في منطقة شمال الصومال وجيبوتي وإريتريا وساحل البحر الأحمر في السودان.
ارتبطت تجارة التوابل بالطرق البرية في وقت مبكر، ولكن أثبتت الطرق البحرية أنها العامل الذي ساعد على نمو التجارة. كانت أول شبكة تجارة بحرية حقيقية في المحيط الهندي من قبل الشعوب الأسترونيزية في جزيرة جنوب شرق آسيا، الذين قاموا ببناء أولى السفن العابرة للمحيطات. لقد أنشأوا طرقًا تجارية مع جنوب الهند وسريلانكا منذ 1500 قبل الميلاد، ما أدى إلى تبادل الثقافة المادية (مثل القوارب العادية، والقوارب المربوطة والمخيط، والبان) ومواد غذائية (مثل جوز الهند، وخشب الصندل، والموز، وقصب السكر)، وكذلك ربط الثقافات المادية للهند والصين. كان الإندونيسيون على وجه الخصوص يتاجرون في التوابل (القرفة والكاسيا بشكل أساسي) مع شرق إفريقيا باستخدام قوارب كاتاماران والإبحار بمساعدة الغرب في المحيط الهندي. توسعت هذه الشبكة التجارية لتصل إلى إفريقيا وشبه الجزيرة العربية، ما أدى إلى الاستعمار الأسترونيزي لمدغشقر بحلول النصف الأول من الألفية الأولى بعد الميلاد. استمر ذلك في العصور التاريخية، وأصبح فيما بعد طريق الحرير البحري.
في الألفية الأولى قبل الميلاد، شارك العرب والفينيقيون والهنود أيضًا في التجارة البحرية والبرية للسلع الفاخرة مثل التوابل والذهب والأحجار الكريمة وجلود الحيوانات الغريبة والأبنوس واللؤلؤ. كانت التجارة البحرية في البحر الأحمر والمحيط الهندي، وامتد الطريق البحري في البحر الأحمر من باب المندب إلى برينيك، ومن هناك براً إلى النيل، ثم بالمراكب إلى الإسكندرية. تداولوا أيضًا السلع الفاخرة بما في ذلك التوابل الهندية والأبنوس والحرير والمنسوجات الفاخرة على طول طريق البخور البري.
في النصف الثاني من الألفية الأولى قبل الميلاد سيطرت القبائل العربية في جنوب وغرب شبه الجزيرة العربية على تجارة البهارات البرية من جنوب الجزيرة العربية إلى البحر الأبيض المتوسط، وكانت هذه القبائل هي المعين وقطبان وحضرموت وسبأ والحميري. في الشمال، سيطر الأنباط على طريق التجارة الذي يعبر النقب من البتراء إلى غزة. جعلت هذه التجارة القبائل غنية. أطلق الإغريق على جنوب الجزيرة العربية اسم (الجزيرة العربية المبتهجة) وكانت على جدول أعمال غزوات الإسكندر المقدوني قبل وفاته. كان الهنود والعرب يسيطرون على التجارة البحرية مع الهند. في أواخر القرن الثاني قبل الميلاد، تعلم الإغريق من سلالة البطالمة في مصر من الهنود كيفية الإبحار مباشرة من عدن إلى الساحل الغربي للهند باستخدام الرياح الموسمية (كما فعل هيبالوس) وسيطروا على التجارة البحرية عبر البحر الأحمر الموانئ.
ذُكرت التوابل في الروايات الكتابية، وهناك أدلة أدبية على استخدامها في المجتمع اليوناني والروماني القديم. هناك سجل من النصوص التاميلية لليونانيين الذين يشترون أكياسًا كبيرة من الفلفل الأسود من الهند، والعديد من الوصفات في كتب الطبخ الرومانية التي تحتوي على التوابل وتعود إلى القرن الأول. انخفضت تجارة التوابل بعد سقوط الإمبراطورية الرومانية، لكن الطلب على الزنجبيل والفلفل الأسود والقرنفل والقرفة وجوزة الطيب أعاد إحياء التجارة في القرون اللاحقة.

## اقرأ أيضاً
- طريق الحرير
- طريق البخور
- طريق الكهرمان